# Agrochola imitata
Agrochola imitata là một loài bướm đêm trong họ Noctuidae.